# Las piedras (canción)
«Las piedras» es la primera canción del EP homónimo del cantante chileno Gepe. La canción salió como primer sencillo en el 2008.

## Personal
- Gepe: Voz y teclado.
- Valeria Jara: Voz

## Presentaciones en vivo
Lo presentó por primera vez en el programa de radio "Super 45" de Radio Zero en junio de 2008 y en vivo el 22 de noviembre de 2008 en el Galpón Víctor Jara. Y fue parte de su lista de canciones durante las promociones de Audiovisión. Por lo general lo interpretaba desde el teclado con Valeria en coros y teclado. 
Otras versiones
- En 2010 realizó una versión en vivo junto a Ensamble Quintessence.
- En mayo de 2010 en Barcelona realizó una versión en la calle junto a Pedropiedra para "Documentales de bolsillo" (Yatoka).
- El 29 de noviembre de 2012 en el concierto que dio en el Pasagüero, México D.F. realizó una versión solo desde el micrófono.

## En la cultura popular
- 2010: Banda sonido de la película argentina "Carancho" de Pablo Trapero.